# Astelia nadeaudii
Astelia nadeaudii är en enhjärtbladig växtart som beskrevs av Emmanuel Drake del Castillo. Astelia nadeaudii ingår i släktet Astelia och familjen Asteliaceae. Inga underarter finns listade i Catalogue of Life.